# Pöntermännel

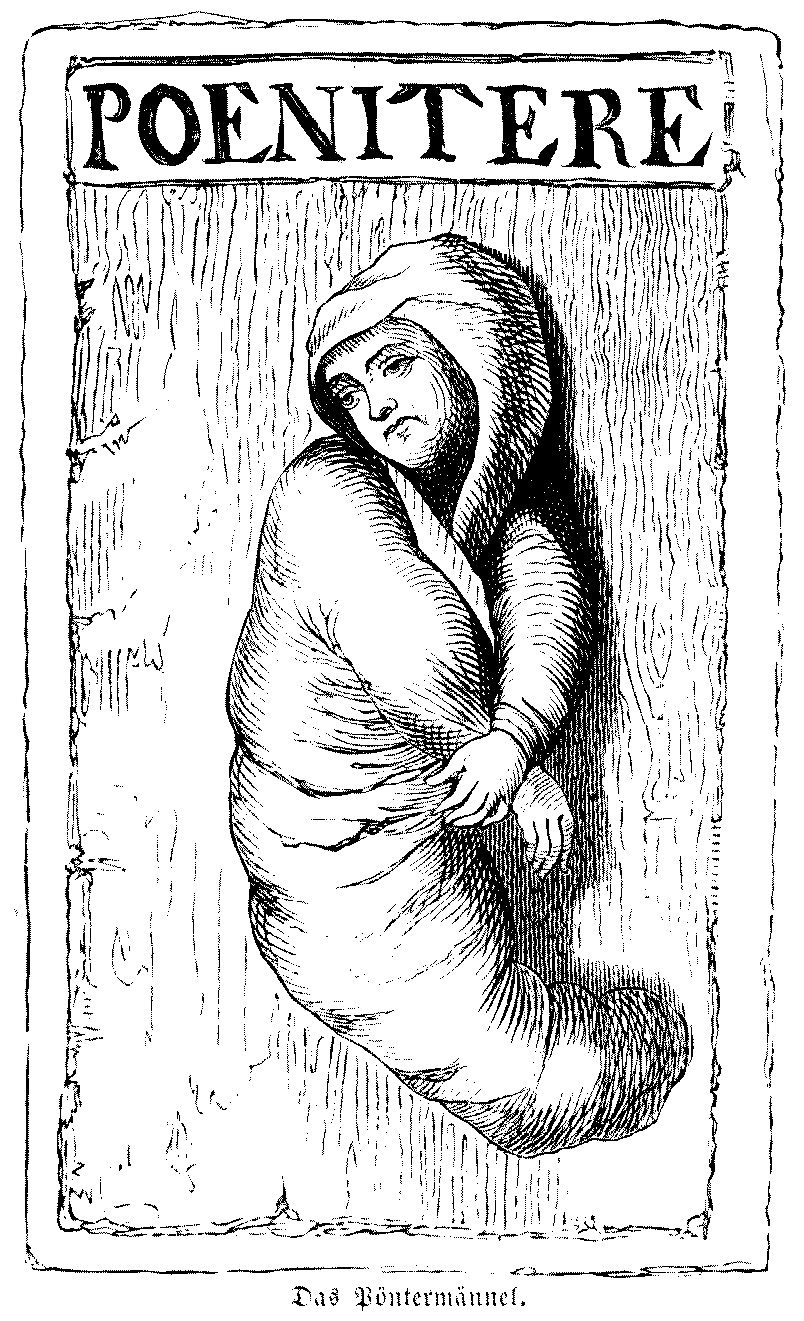
Das Pöntermännel

Das Pöntermännel (auch Böndermummel) war ein Wahrzeichen der Stadt Leipzig, dessen Kenntnis wandernden Gesellen als Nachweis diente, in der Stadt gewesen zu sein. Sein Name rührte von der lateinischen Überschrift „Poenitere“ = „Bereue“ her, die auf seine eigentliche Bestimmung hinwies, zum Tode verurteilte Delinquenten zur Reue zu bewegen.

## Beschreibung
Johannes Praetorius (1630–1680) beschrieb 1667 das Pöntermännel als ein nicht mehr vorhandenes Steinrelief, auf dem sich ein Männchen in einem Trauersack am Kopf kratzte, als bereue es etwas oder als sei ihm etwas missglückt.
Anders ist das Bild (nebenstehend) 1858 bei Wilhelm Schäfer (1807–1869). Hier wird eine zum Tode durch das Säcken vorbereitete Person dargestellt, der die Hände überkreuz zusammengebunden sind, während den unteren Teil des Körpers ein Sack fest umschließt.
Einig ist man sich über den Standort des Bildes. Es war an einem kleinen Gebäude neben dem Schuldturm am Grimmaischen Tor angebracht, in dem zuletzt Feuerleitern aufbewahrt wurden. Das Gebäude grenzte an das Gelände des Dominikanerklosters St. Pauli Leipzig und war möglicherweise zuvor eine kleine Kapelle. 1637 wurde es abgerissen und das Bild des Pöntermännels, das nach der Ansicht Wilhelm Schäfers aus dem 14./15. Jahrhundert gestammt haben könnte, verschwand.

## Bedeutung
Leipzig besaß bis in die Frühe Neuzeit mehrere Richtstätten. Zu mindestens dreien von ihnen führte der Weg durch das Grimmaische Tor. Am heutigen Rabensteinplatz fand die Enthauptung mit dem Schwert statt, die vorwiegend höhergestellten Personen zustand. Am heutigen Gerichtsweg standen die Galgen. Das als Säcken bezeichnete Ertränken in einem Sack wurde in Leipzig unter anderem in der Katz, einem Tümpel an der Außenseite des Grimmaischen Tores, vorgenommen, der noch auf einem Stadtplan von 1749 verzeichnet ist. Säcken war die Strafe für besonders schwere Verbrechen. Es wurde in Sachsen 1761 vom Rädern abgelöst.
Das Pöntermännel war für den Delinquenten der letzte öffentliche Hinweis in der Stadt, innerlich zur Reue zu finden. Bis zur Reformation übernahm am Pöntermännel ein Dominikanermönch unter religiösem Zuspruch die Begleitung des Verurteilten auf seinem letzten Weg.
Die Annahme, das Pöntermännel sei ein Spottbild für die dem Schuldturm zugeführten Geldschuldner gewesen, lehnte Schäfer ab.

## Trivia
Bis zum Beginn des 19. Jahrhunderts hielt sich in Leipzig für einen traurigen Gesichtsausdruck der Spruch „Du machst ein Gesicht wie’s Pöntermännel“.